# Johann Michael Hauber

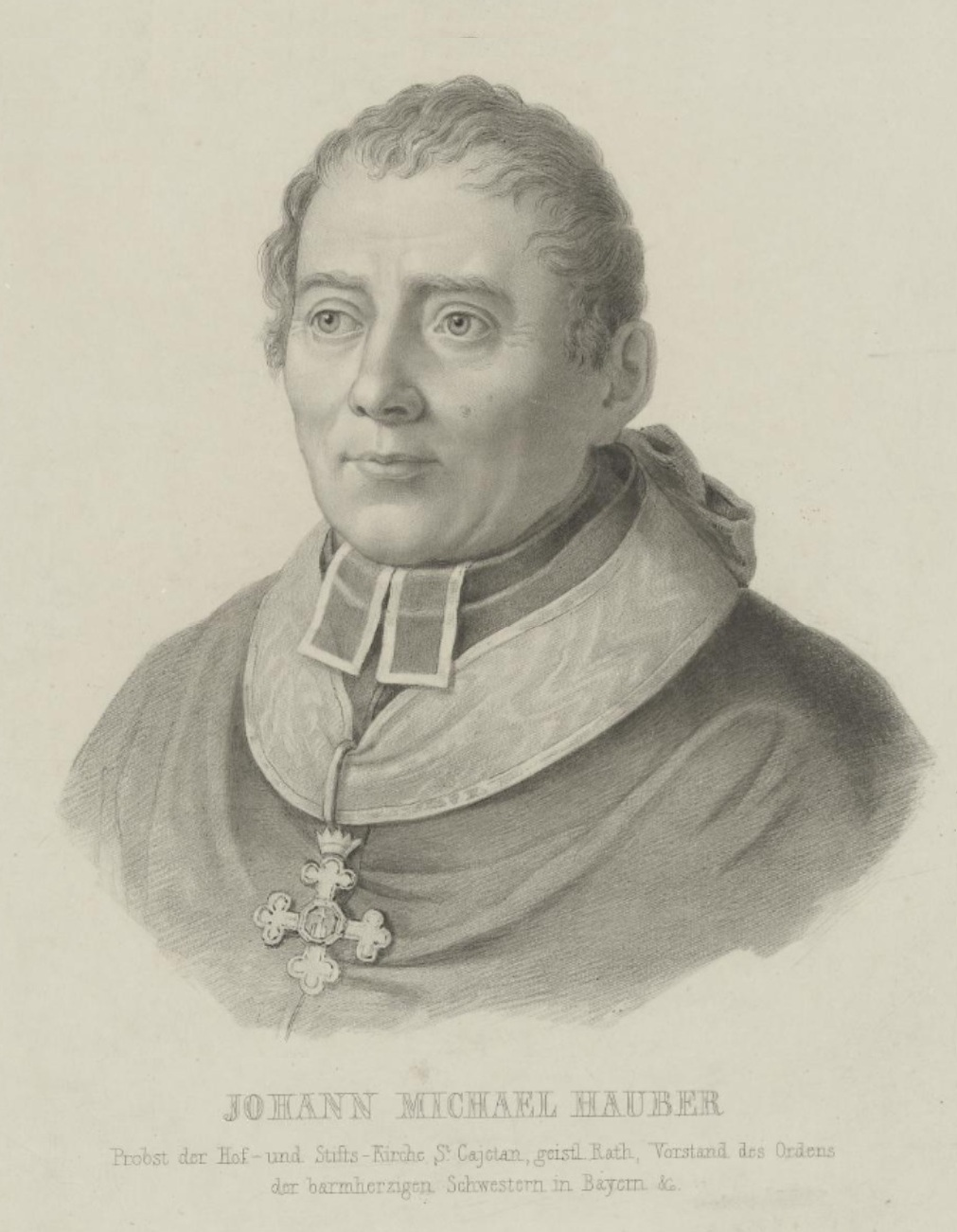
Johann Michael Hauber

Johann Michael Hauber (auch Michael Hauber; * 2. August 1778 in Irsee, Hochstift Augsburg; † 20. Mai 1843 in München, Königreich Bayern) war ein deutscher römisch-katholischer Geistlicher, Schriftsteller und Hofkapellmeister.

## Leben
Hauber war Sohn eines Klosterschreiners. Er besuchte zunächst ab 1788 die Schule des Klosters Irsee. 1795 kam er an die Schule der Abtei Salmansweiler, musste aber aufgrund der unsicheren Zeiten dort nach einem unvollendeten Schuljahr bereits wieder ausscheiden. Anschließend durchlief er das Fürstbischöfliche Lyceum zu Freising und die dortigen theologischen Studien, besuchte ab 1799 das Priesterseminar von Dorfen und empfing am 4. Mai 1801 die Priesterweihe. Er wurde zunächst 1801 Prediger an der Kirche St. Johann in München, dann im Dezember 1801 Geistlicher in Velden, bevor er kurze Zeit darauf Kaplan an der Mariahilfkirche in Au wurde. Am 15. Oktober 1807 wurde er Prediger an der Münchner Frauenkirche. Außerdem war er ab 1808 Religionslehrer an der Schule der Englischen Fräulein. 
Hauber kam 1819 als Hofkaplan an die Hofkirche St. Kajetan. Am 7. Februar 1826 wurde er durch Erzbischof Lothar Anselm von Gebsattel zum Synodalexaminator und Geistlichen Rat ernannt, 1838 erhielt er das Ritterkreuz des Verdienstordens vom Heiligen Michael. 1839 stieg er zum Dekan des an der Hofkirche neugegründeten Kollegiatstiftes auf. Er wurde von König Ludwig I. von Bayern mit dem Entwurf der Statuten des Stifts beauftragt. Nach dem Tod des Dompropstes Franz Ignaz von Streber wurde Hauber am 1. Mai 1841 Propst des Stifts und erhielt außerdem das Amt des Hofkapellmeisters sowie des Ordenszeremoniars des königlichen Hubertusordens. Daneben amtierte er als Kreisscholarch im Kreis Oberbayern. Am 2. August 1841 wurde er zum Doktor der Theologie promoviert. 
Hauber trat als Verfasser einer großen Zahl von Büchern in Erscheinung, von denen viele mehrfach aufgelegt wurden.
Bedeutsam war Hauber als Sammler von Musikalien historischer Kirchenmusikwerke. Er hatte bereits in seiner Jugendzeit in Irsee mit der Zusammenstellung seiner Sammlung begonnen. Sein Interesse galt besonders Werken von Giovanni Pierluigi da Palestrina, Orlando di Lasso, Diego Ortiz, Tomás Luis de Victoria und Cesare de Zacharia. 1834 berichtete er in einem Brief von 11000 gesammelten Kompositionen. Ein um 1830 verfasster handschriftlicher Katalog seiner Sammlung Collectio Musicae practicae Catalogus umfasst 6814 Nummern.
Ein Teil von Haubers Musiksammlung wurde bereits 1821 von der Hofbibliothek übernommen. Sie umfasst etwa 450 Musikhandschriften und Notendrucke, darunter 196 Autographen und Abschriften von Werken Johann Michael Haydns.

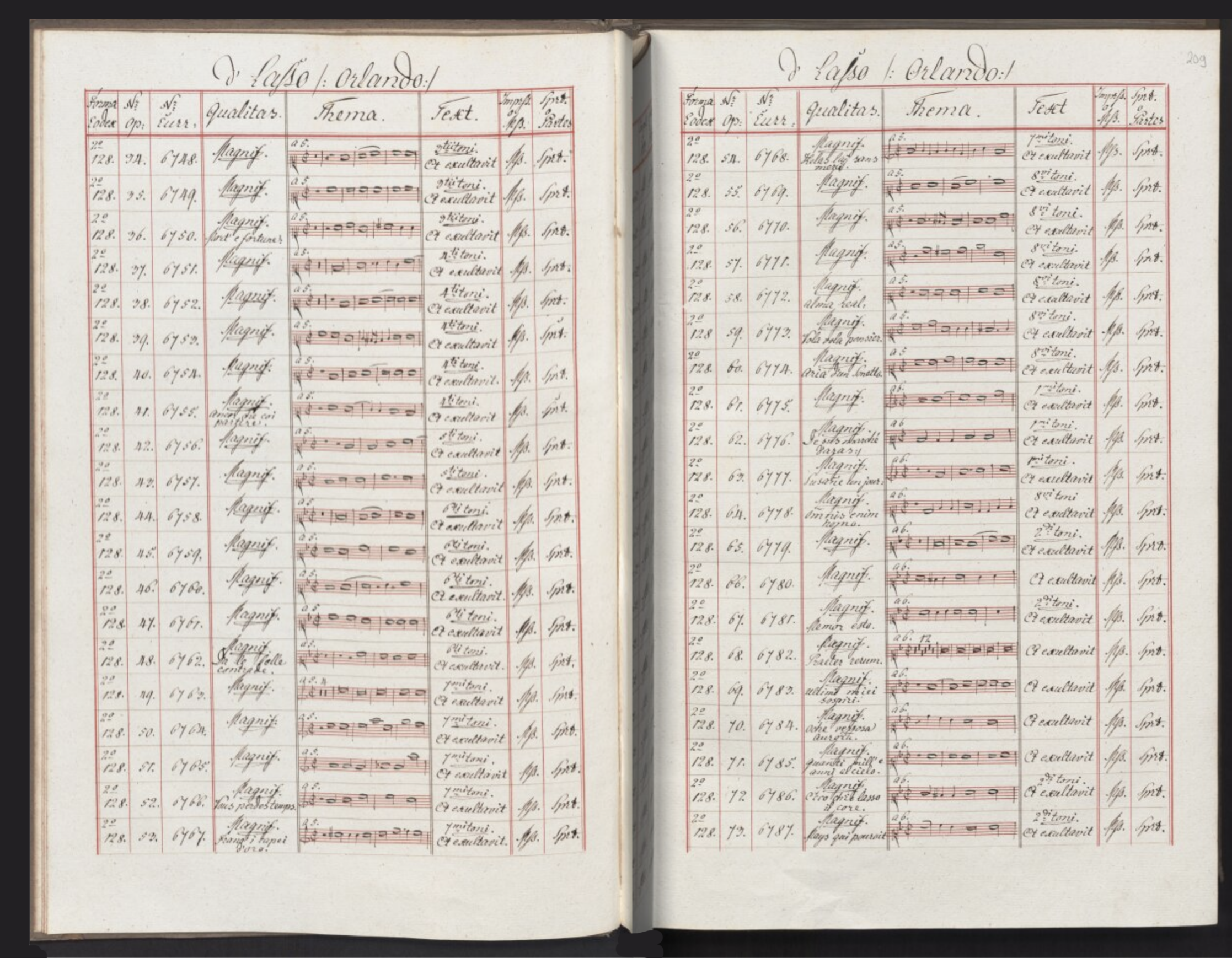
Seite aus der Handschrift "Collectio Musicae practicae Catalogus"

Da ein Verkauf der gesamten Sammlung an die Bayerische Staatsbibliothek nicht zustande kam, gelangten Teile der Sammlung als Schenkung an diese sowie an die Wiener Hofbibliothek, die Proske-Bibliothek in Regensburg sowie in das Archiv von St. Kajetan, wo ein Teil beim Brand der Kirche am 7. Januar 1945 verloren ging. Daneben unterstützte Hauber Caspar Ett bei dessen Bestrebungen, die klassische Vokalpolyphonie in der Kirchenmusik wiederzubeleben.
Zu seinen Verdiensten zählt auch die Förderung der Ansiedlung der Barmherzigen Schwestern vom hl. Vinzenz von Paul im Bistum; er wurde vom Erzbischof mit dem Ordensuperiorat beauftragt.
Johann Hauber starb 1843 im Alter von 64 Jahren in München.

## Grabstätte

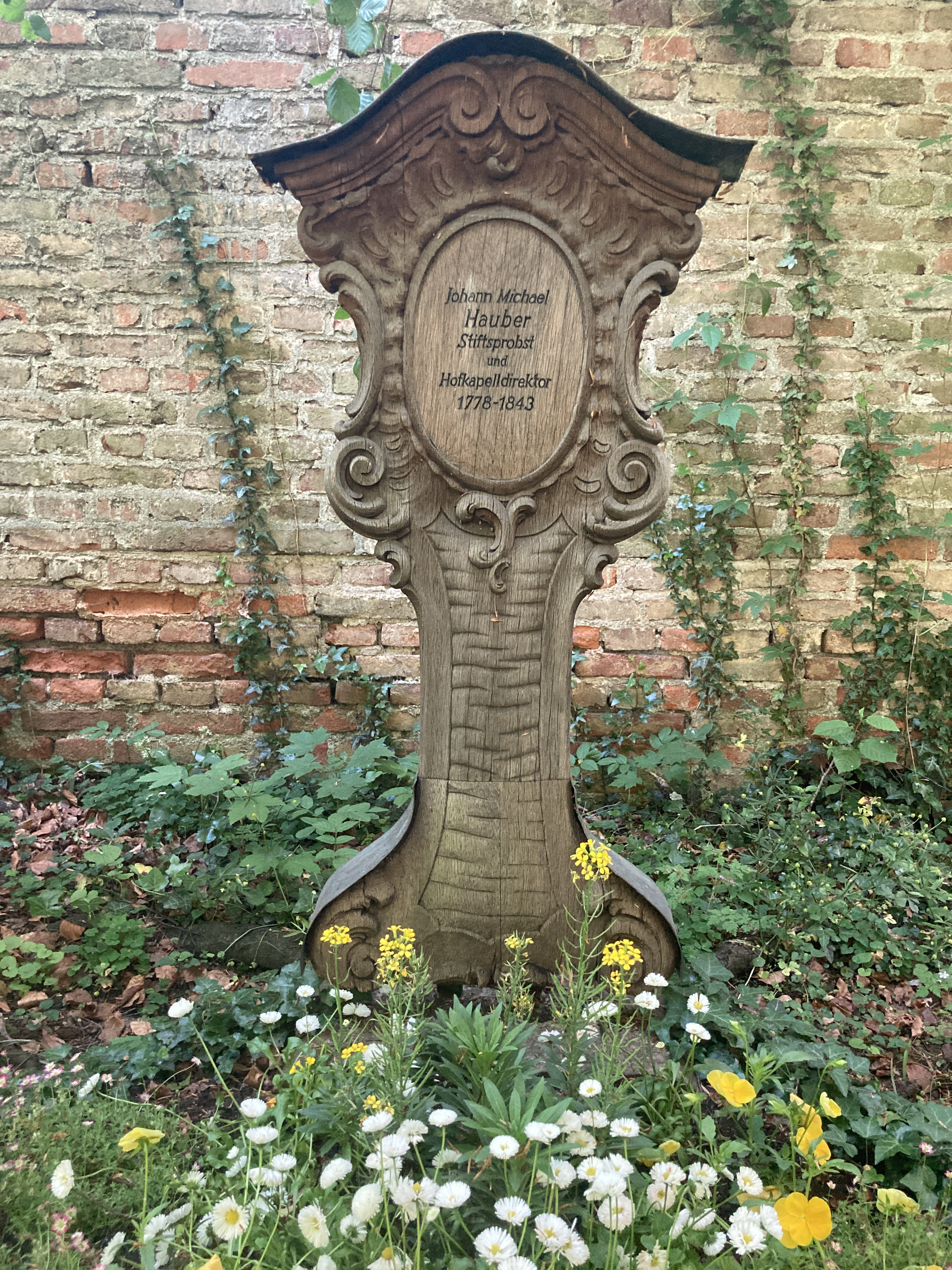
Grab von Johann Hauber auf dem Alten Südlichen Friedhof in München

Die Grabstätte von Johann Hauber befindet sich auf dem Alten Südlichen Friedhof in München (Mauer Links Platz 341 bei Gräberfeld 15) Standort.

## Werke (Auswahl)
- Christliche Lieder und Gebete zum allgemeinen Gebrauche in katholischen Kirchen und Schulen, Giel, München 1812.
- Auserlesene Erzählungen und Parabeln zur Beförderung eines christlich religiösen Sinnes, 2. Auflage, Giel 1815.
- mit Caspar Ett: Musikalischer Jugendfreund, Sidler, München 1815.
- Vollständiges Lexikon für Prediger und Katecheten, 5 Bände, 1. Auflage, Wolff, Augsburg 1818–1821 (4. Auflage Wolff, Augsburg 1836–1837).
- Gemählde aus der Welt- und Menschen-Geschichte zur Veredlung des Herzens, Giel, München 1819.
- Bildungsschule zur Belebung eines frommen Sinnes und Wandels, Giel, München 1820.
- Liedertexte zum Musikalischen Jugendfreund, 2. Auflage, Giel, München 1820.
- Materialien zum Schön- und Recht-Schreiben: Ein Sittenbüchlein für fromme Kinder, Thienemann, München 1821.
- Sittenschule zur Erziehung für Gott und Vaterland, Giel, München 1822.
- Moralische Schilderungen zur Belebung des Edelsinnes und der Tugend, Giel, München 1823.
- Gebethbuch für katholische Christen, Finsterlin, München 1823 (5. Auflage, Finsterlin, München 1838).
- Christkatholischer Hausaltar zur Belebung der häuslichen Andacht, Lindauer, München 1825.
- Blüthengärtlein: enthaltend Erzählungen, Parabeln, Legenden und Mährchen, zur Beförderung eines christlich-relgiösen Sinnes, 3. Auflage, Giel, München 1827.
- Christkatholisches Gebetbuch für die heilige Advent- und Weihnachtzeit, 2. Auflage, Lindauer, München 1828.
- Bilder des Lebens in Geschichten, 2. Auflage, Giel 1829.
- mit Caspar Ett: Melodien zum katholischen Gesangbuche für die königlichen Volks- und Elementar-Schulen in Baiern, 2 Bände, Central-Schulbücher-Verlag, München, um 1843.